# ليزلي ميلر
ليزلي ميلر (بالإنجليزية: Leslie Miller)‏ (16 يونيو 1880 بملبورن في أستراليا - 2 يوليو 1963) هو لاعب كريكت أسترالي. لعب مع فريق فكتوريا للكريكت.

## وصلات خارجية
- ليزلي ميلر على موقع إي آس بي آن كريك إنفو (الإنجليزية)